# Нижне-Печорский район
Нижне-Печорский район — административно-территориальная единица в составе Ненецкого национального округа Архангельской области (до 1936 — Северного края) РСФСР, существовавшая в 1929—1955 годах.

## История
20 декабря 1929 года на территории Ненецкого (Самоедского) округа из Пустозерской волости (без Ермицкого сельсовета) и Тельвисочно-Самоедского (Тельвисочно-Ненецкого) района, ранее входивших в Печорский уезд Архангельской губернии, был образован Пустозерский район. Центром района стало село Великовисочное.
На 1 января 1931 года территория Пустозерского района составляла 17,1 тыс. км², а население — 5000 человек. В Пустозерском районе было 48 населённых пунктов, входивших в 3 сельсовета.
Постановлением ВЦИК от 2 марта 1932 года административный центр Пустозерского района Ненецкого национального округа Северного края, был перенесён из села Великовисочного в селение Оксино, с сохранением прежнего названия района.
В том же году район был переименован в Нижне-Печорский. К 1940 году площадь района уменьшилась до 13,6 тыс. км², а число сельсоветов выросло до 4:
- Височный
- Куйский
- Нижне-Печорский
- Пустозерский (Пустозерск)

7 октября 1955 года Нижне-Печорский район был упразднён, а его территория передана в административное подчинение городу Нарьян-Мару.